# Фонтанчики Воллеса
Фонтанчики Воллеса — вуличні фонтанчики питної води, створені Шарлем-Огюстом Лебургом у вигляді невеликих чавунних скульптур, розкиданих по всьому місту у Парижі, в основному у найбільш відвідуваних місцях. Їх названо на честь англійця Річарда Воллеса, який фінансував їхнє спорудження. Завдяки вельми естетичному вигляду, фонтанчики мали значний успіх та були визнані у всьому світі одним із символів Парижа. Фонтанчик Воллеса можна побачити біля Зібрання Воллеса у Лондоні, музею, відомого видатними творами мистецтва, зібраними першими чотирма маркізами Гертфордськими та сером Річардом Воллесом.

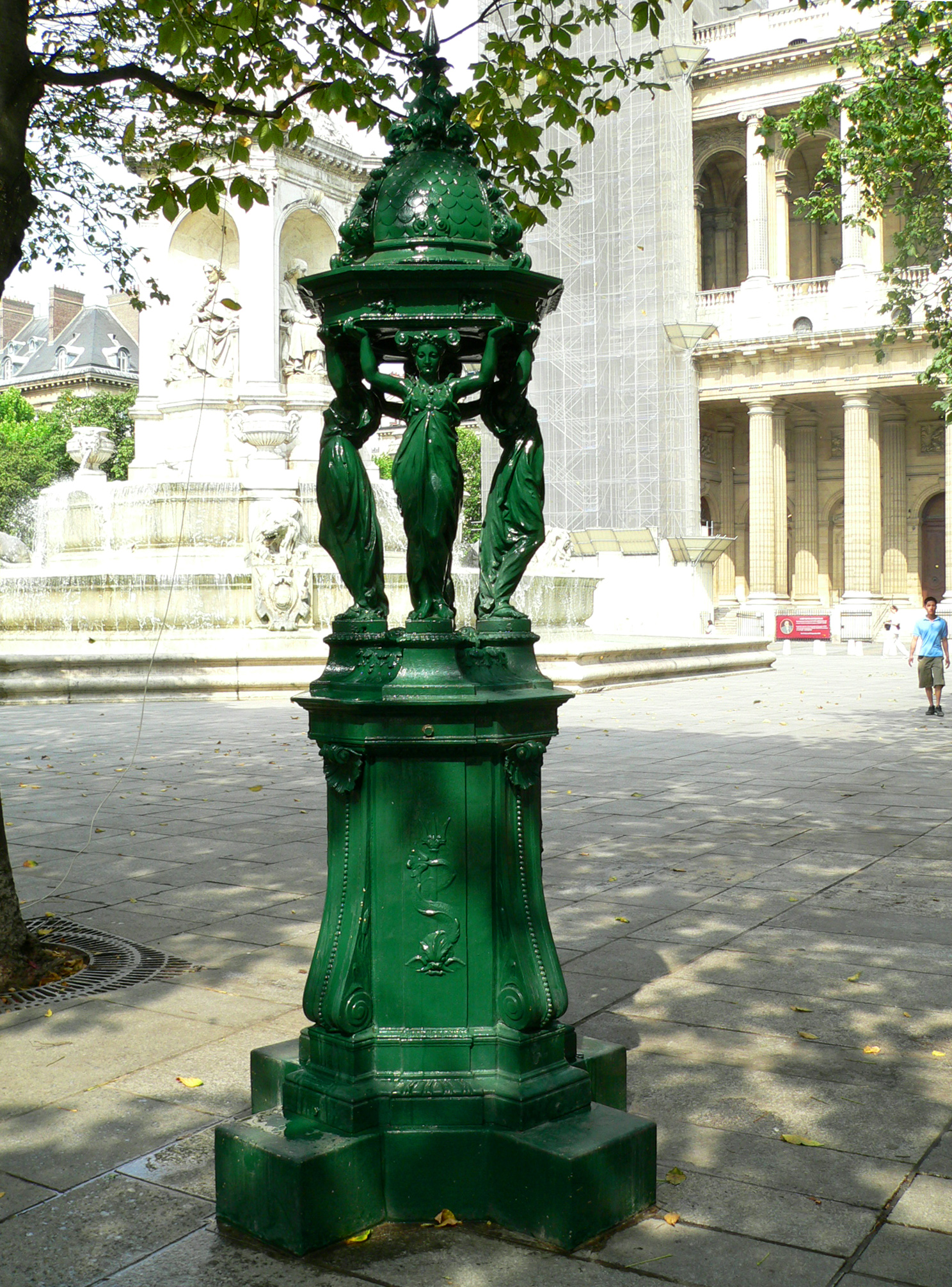
Фонтанчик Воллеса на площі Сен-Сюльпис у 6-му окрузі Парижа
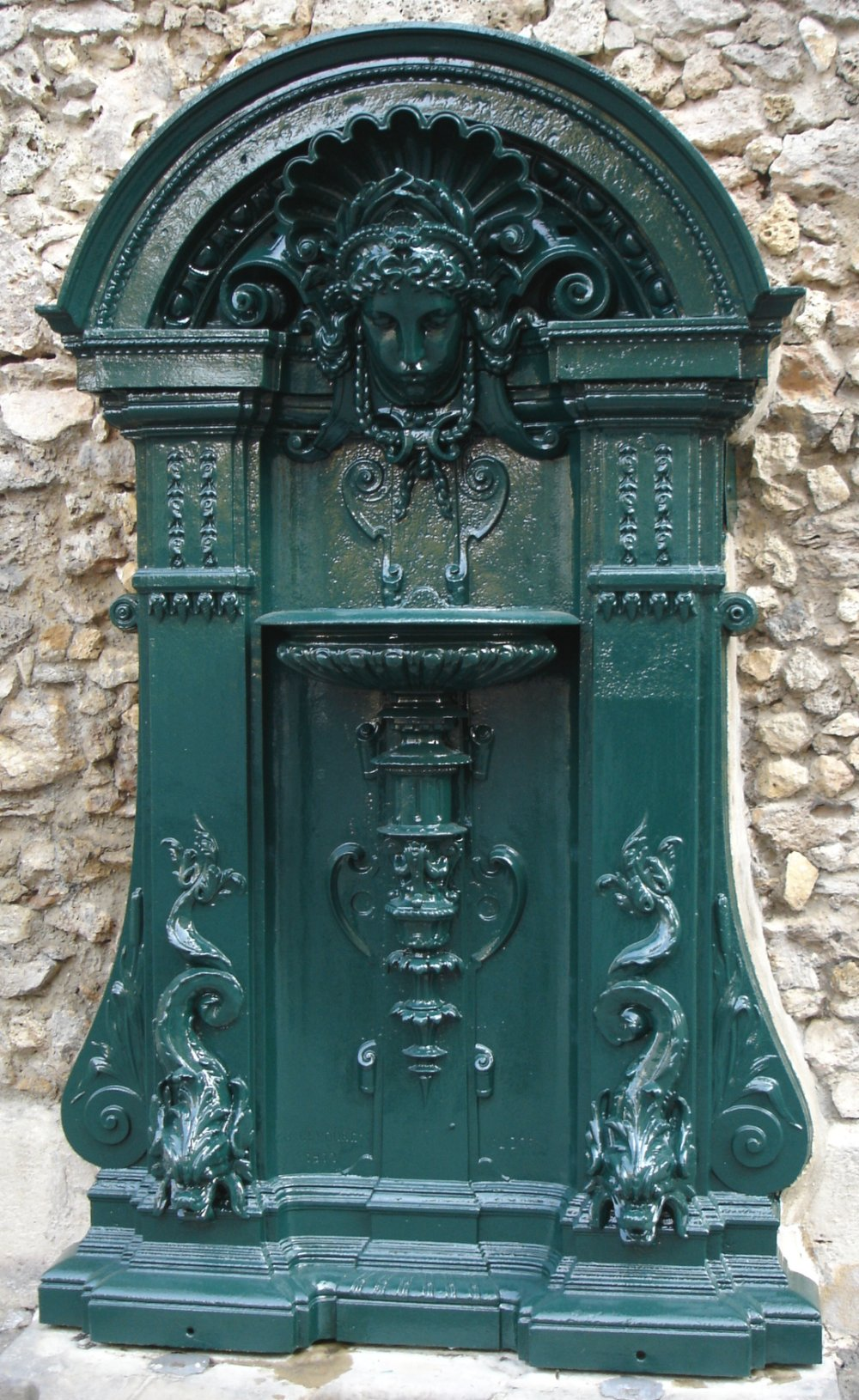
Другий тип фонтанчиків Воллеса — вбудований у стіну будівлі

## Інтернет-ресурси
- Mairie of Paris: the 108 Wallace fountains (фр.)
- GHM Sommevoire - manufacturer Wallace fountain (фр.)